# Wironas (gmina)
Wironas (gr. Δήμος Βύρωνος, Dimos Wironos) – gmina w Grecji, w administracji zdecentralizowanej Attyka, w regionie Attyka, w jednostce regionalnej Ateny-Sektor Centralny. Siedzibą i jedyną miejscowością gminy jest Wironas. W 2011 roku liczyła 61 308 mieszkańców.